# Sally Kellerman
Sally Clare Kellerman (Long Beach, 2 giugno 1937 – Los Angeles, 24 febbraio 2022) è stata un'attrice statunitense.

## Biografia

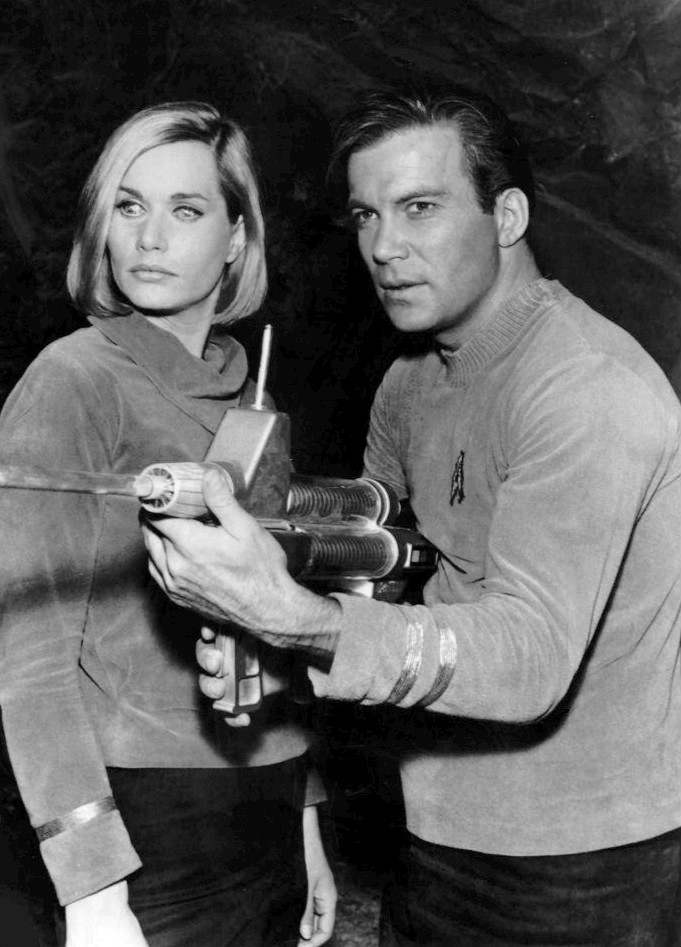
Kellerman con William Shatner nella serie televisiva Star Trek (1966)

Dopo gli studi superiori al Los Angeles City College, si iscrisse all'Actor's Studio con Jeff Corey e Lee Strasberg e fece il suo debutto cinematografico nel 1957 nella pellicola giovanilistica Reform School Girl, film mai distribuito in Italia. Durante gli anni sessanta lavorò in televisione prendendo parte a numerose serie di telefilm, tra cui L'ora di Hitchcock, Cheyenne e Star Trek. In quest'ultima serie interpretò l'episodio Oltre la galassia (1966), primo a essere prodotto dopo la puntata pilota Lo zoo di Talos. L'attrice impersonò la psichiatra Elizabeth Dehner, vittima di una tempesta di radiazioni con la quale acquista eccezionali poteri mentali, ma che alla fine soccombe nel tentativo di sopraffare il collega Mitchell (Gary Lockwood), tenente comandante anch'egli colpito dalle radiazioni e sfuggito ad ogni controllo.
Nel 1968 tornò al cinema con Lo strangolatore di Boston, in cui interpretò il ruolo di Dianne Cluny; l'anno successivo ottenne una parte minore nella commedia Sento che mi sta succedendo qualcosa. La definitiva affermazione giunse con il ruolo dell'infermiera Margaret "Hot Lips" O'Houlihan ("Bollore" nella versione italiana), repressa ma desiderabile, nella commedia M*A*S*H (1970) di Robert Altman, che le valse la candidatura al premio Oscar alla miglior attrice non protagonista e la fece apprezzare dal grande pubblico per la sua bellezza bionda e sexy, e per la profonda voce roca e sensuale.
Successivamente la carriera cinematografica della Kellerman proseguì in maniera discontinua, pur con ruoli interessanti nel film drammatico Anche gli uccelli uccidono (1970), ancora di Robert Altman, e la commedia Amiamoci così, belle signore (1972) di Gene Saks. Dagli anni ottanta passò a interpretazioni di figure femminili di mezza età in crisi, come nella commedia Così è la vita (1986) di Blake Edwards. Nel 2007, nel film d'animazione Ratatouille, doppiò il personaggio di Mabel.

## Filmografia parziale

### Cinema
- Il terzo giorno (The Third Day), regia di Jack Smight (1965)
- Lo strangolatore di Boston (The Boston Strangler), regia di Richard Fleischer (1968)
- Sento che mi sta succedendo qualcosa (The April Fools), regia di Stuart Rosenberg (1969)
- M*A*S*H, regia di Robert Altman (1970)
- Anche gli uccelli uccidono (Brewster McCloud), regia di Robert Altman (1970)
- Amiamoci così, belle signore (Last of the Red Hot Lovers), regia di Gene Saks (1972)
- Un rantolo nel buio (A Reflection of Fear), regia di William A. Fraker (1972)
- L'inseguito (Slither), regia di Howard Zieff (1973)
- Orizzonte perduto (Lost Horizon), regia di Charles Jarrott (1973)
- Il fantabus (The Big Bus), regia di James Frawley (1976)
- Una piccola storia d'amore (A Little Romance), regia di George Roy Hill (1979)
- A donne con gli amici (Foxes), regia di Adrian Lyne (1980)
- Quattro passi sul lenzuolo (Loving Couples), regia di Jack Smight (1980)
- A scuola con papà (Back to School), regia di Alan Metter (1986)
- Così è la vita (That's Life!), regia di Blake Edwards (1986)
- Meatballs - Porcelloni in vacanza, regia di George Mendeluk (1986)
- Qualcuno da amare (Someone to Love), regia di Henry Jaglom (1987)
- Prêt-à-Porter, regia di Robert Altman (1994)
- Live Virgin (American Virgin), regia di Jean-Pierre Marois (2000)
- Reach Me - La strada per il successo (Reach Me), regia di John Herzfeld (2014)

### Televisione
- Surfside 6 – serie TV, episodio 1x26 (1961)
- Lock Up – serie TV, episodio 2x17 (1961)
- Io e i miei tre figli (My Three Sons) – serie TV, episodio 4x12 (1963)
- The Greatest Show on Earth – serie TV, episodio 1x28 (1964)
- Slattery's People – serie TV, episodio 1x05 (1964)
- Ben Casey – serie TV, episodi 3x23-5x14 (1964-1965)
- A Man Called Shenandoah – serie TV, episodio 1x17 (1966)
- Gli inafferrabili (The Rogues) – serie TV, episodio 1x18 (1965)
- Star Trek – serie TV, episodio 1x04 (1966)
- Le spie (I Spy) – serie TV, episodio 1x25 (1966)
- Bonanza – serie TV, episodi 7x33-11x22 (1966-1970)
- Tarzan – serie TV, episodio 1x28 (1967)
- Colorado (Centennial) – miniserie TV, 12 episodi (1978-1979)
- September Gun, regia di Don Taylor – film TV (1983)
- La signora in giallo (Murder, She Wrote) – serie TV, episodio 9x15 (1993)
- Colombo (Columbo) – serie TV, episodio 10x12 (1998)
- Chemistry - La chimica del sesso (Chemistry) – serie TV, 13 episodi (2011)
- Febbre d'amore (The Young and the Restless) – soap opera, 10 puntate (2014-2015)
- Maron – serie TV, 5 episodi (2013-2016)
- Decker: Unclassified – serie TV, 7 episodi (2016-2017)
- Difficult People – serie TV, 1 episodio (2017)

## Doppiatrici italiane
Nelle versioni in italiano dei suoi film, Sally Kellerman è stata doppiata da:
- Ada Maria Serra Zanetti in Colorado, Prêt-à-Porter
- Maria Pia Di Meo in Lo strangolatore di Boston
- Rita Savagnone in M*A*S*H
- Vittoria Febbi in Quattro passi sul lenzuolo
- Angiola Baggi in A scuola con papà
- Germana Dominici in Così è la vita
- Paila Pavese in 90210
- Sonia Scotti in Chemistry - La chimica del sesso

Da doppiatrice è sostituita da:
- Miranda Bonansea in Biancaneve - E vissero felici e contenti

## Riconoscimenti
- Premio Oscar
  - 1971 – Candidatura alla miglior attrice non protagonista per M*A*S*H